# Platymiscium
Platymiscium är ett släkte av ärtväxter. Platymiscium ingår i familjen ärtväxter.

## Bildgalleri

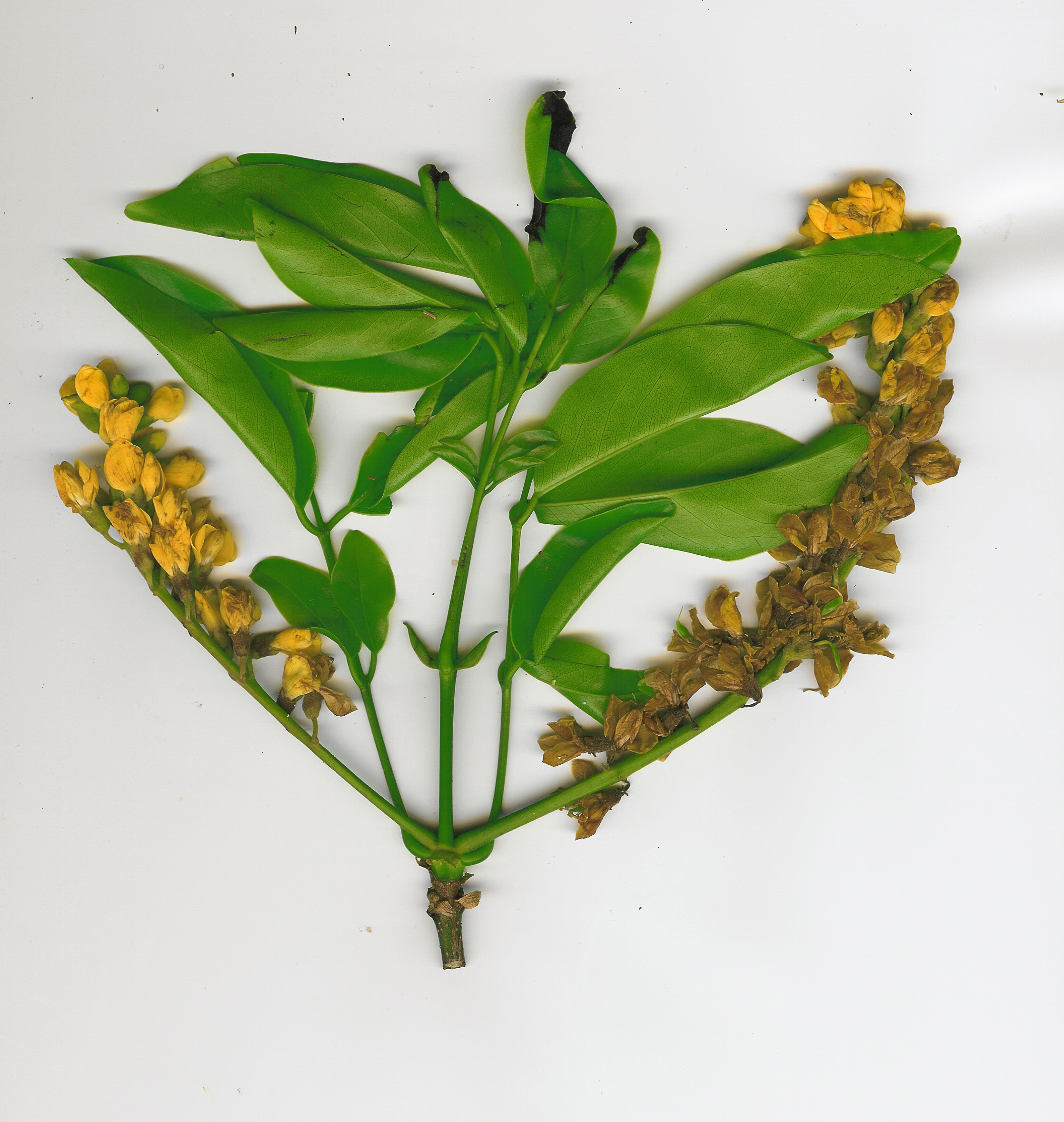
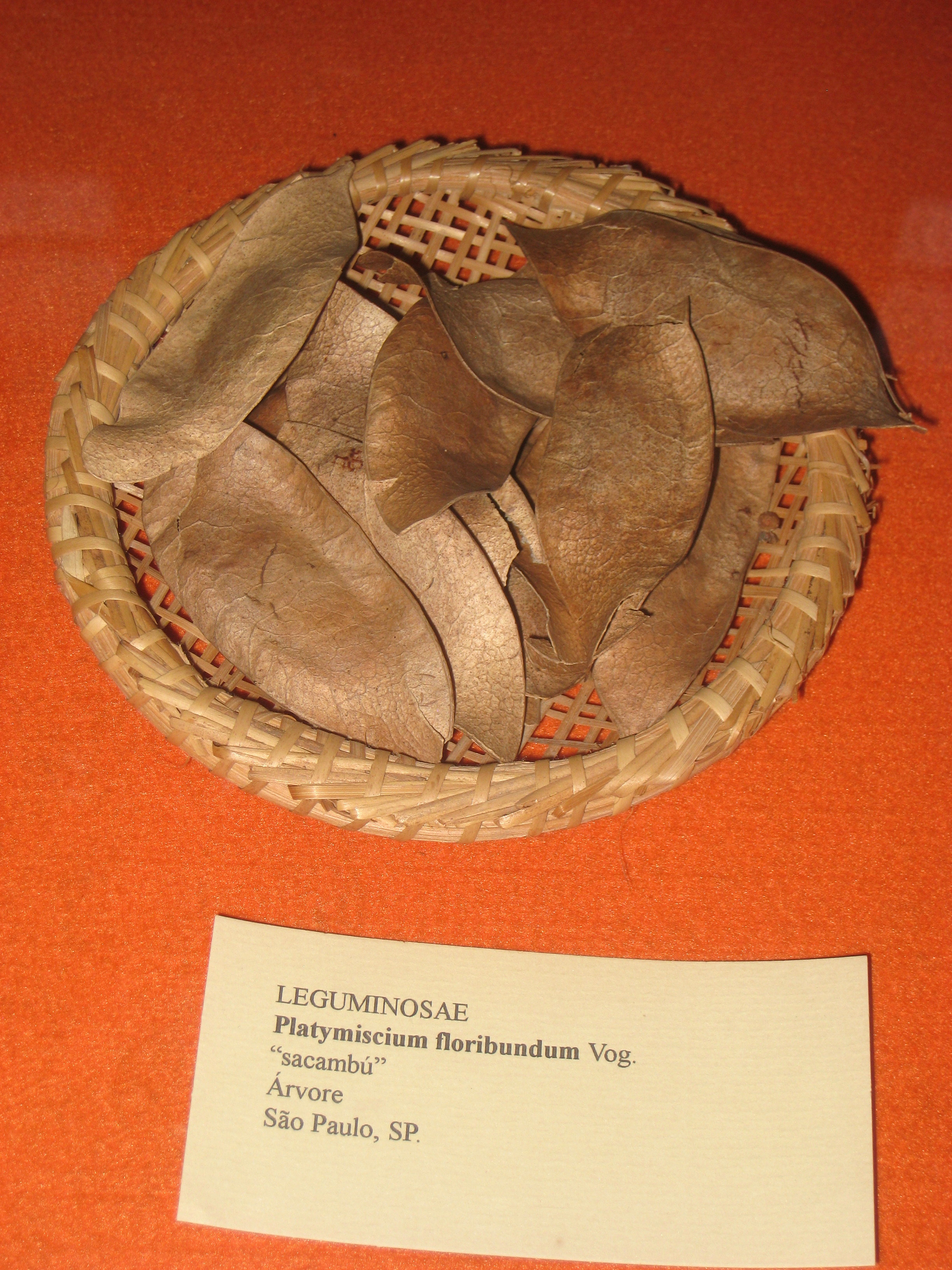
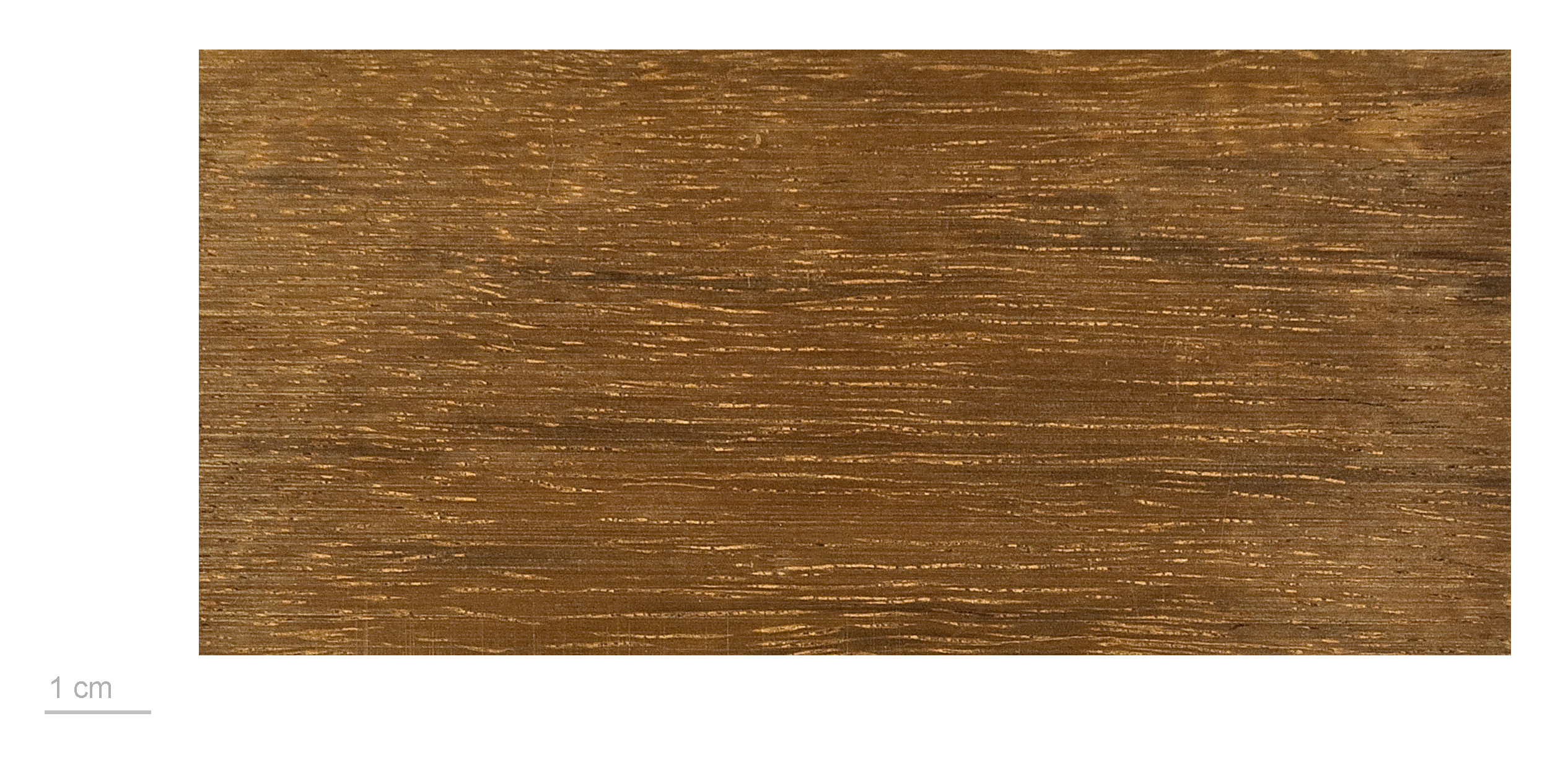
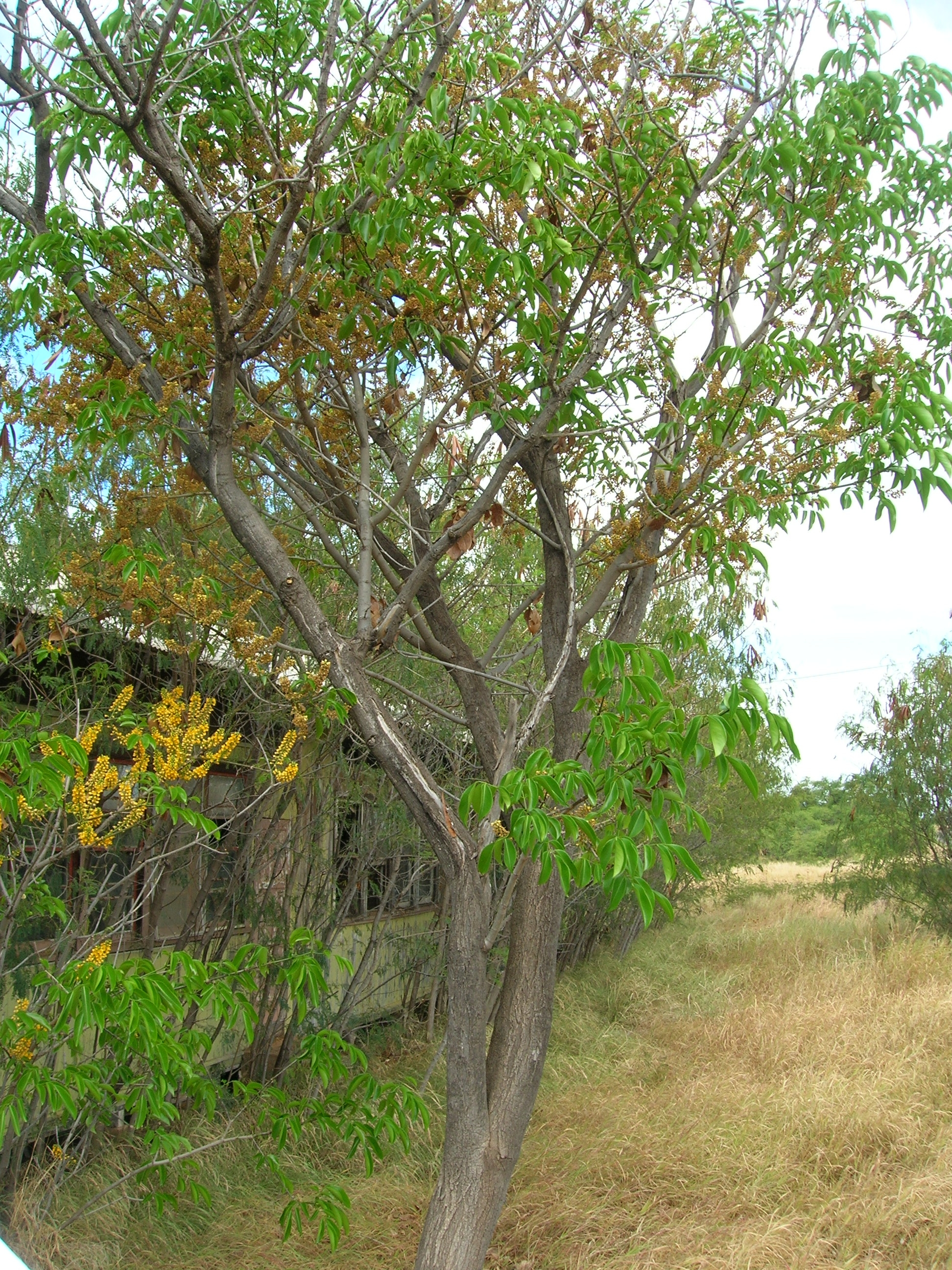

## Dottertaxa tillPlatymiscium, i alfabetisk ordning[1]
- Platymiscium albertinae
- Platymiscium blanchetii
- Platymiscium cochabambense
- Platymiscium cordatum
- Platymiscium darienense
- Platymiscium diadelphum
- Platymiscium dichotomum
- Platymiscium dimorphandrum
- Platymiscium ellipticum
- Platymiscium filipes
- Platymiscium floribundum
- Platymiscium fragrans
- Platymiscium gracile
- Platymiscium hebestachyum
- Platymiscium lasiocarpum
- Platymiscium latifolium
- Platymiscium luteum
- Platymiscium nitens
- Platymiscium obtusifolium
- Platymiscium parviflorum
- Platymiscium piliferum
- Platymiscium pinnatum
- Platymiscium pleiostachyum
- Platymiscium praecox
- Platymiscium pubescens
- Platymiscium speciosum
- Platymiscium stipulare
- Platymiscium trifoliolatum
- Platymiscium trinitatis
- Platymiscium ulei
- Platymiscium urophyllum
- Platymiscium yucatanum
- Platymiscium zehntneri